# Jász-Nagykun-Szolnok vármegyei labdarúgó-bajnokság (harmadosztály)
A Jász-Nagykun-Szolnok vármegyei harmadosztály a megyében zajló bajnokságok harmadik osztálya, országos szinten hatodosztálynak felel meg. A bajnokságot a megyei szövetség írja ki, a küzdelmek egy csoportban folynak. A bajnok a  Jász-Nagykun-Szolnok vármegye II-ben folytathatja, kieső csapat nincs.

## Csapatok 2018/2019
2018/2019-ben az alábbi csapatok szerepeltek a bajnokságban:
| Csapat              | Település    |
| ------------------- | ------------ |
| Abádszalóki SE      | Abádszalók   |
| Berekfürdő SE       | Berekfürdő   |
| Jászdózsai SE       | Jászdózsa    |
| Bánhalmai SE        | Kenderes     |
| Kengyel LSE         | Kengyel      |
| Kétpói KSE          | Kétpó        |
| Kőteleki FBK SE     | Kőtelek      |
| Nagyiváni FC        | Nagyiván     |
| Szolnoki Fanatic SE | Szolnok      |
| Tiszaörsi KKSE      | Tiszaörs     |
| Tiszapüspöki FC     | Tiszapüspöki |
| Tiszaszőlősi KSE    | Tiszaszőlős  |
| Zagyvarékasi KSE    | Zagyvarékas  |